# Lista comunelor din Steiermark

## A
| - Admont - Aigen - Krumau - Aflenz Kurort - Aflenz Land - Döllach - Dörflach - Grassnitz - Jauring - Tutschach - Aibl - Aichberg - Hadernigg - Rothwein - St. Bartlmä - St. Lorenzen - Staritsch - Aich - Aigen im Ennstal - Aigen - Gatschen - Ketten - Lantschern - Vorberg | - Albersdorf-Prebuch - Albersdorf - Kalch - Postelgraben - Prebuch - Wollsdorferegg - Allerheiligen bei Wildon - Allerheiligen - Feiting - Allerheiligen im Mürztal - Allerheiligen - Edelsdorf - Jaßnitztal - Sölsnitz - Altaussee - Lupitsch - Altenberg an der Rax - Altenberg | - Altenmarkt bei Fürstenfeld - Speltenbach - Stadtbergen - Altenmarkt bei Sankt Gallen - Altenmarkt - Essling - Amering - Obdachegg - Prethal - Anger - Apfelberg - Ardning - Arnfels - Maltschach - Arzberg - Attendorf - Mantscha - Schadendorfberg - Auersbach - Aug-Radisch |

## B
| - Bad Aussee - Obertressen - Reitern - Straßen - Bad Blumau - Bierbaum - Blumau - Kleinsteinbach - Lindegg - Loimeth - Bad Gams - Bergegg - Feldbaum - Furth - Gams - Gersdorf - Greim - Hohenfeld - Mitteregg - Müllegg - Niedergams - Sallegg - Vochera am Weinberg - Bad Gleichenberg - Gleichenberg Dorf | - Bad Mitterndorf - Krungl - Mitterndorf - Bad Radkersburg - Radkersburg - Bad Waltersdorf - Hohenbrugg - Leitersdorf - Wagerberg - Waltersdorf - Baierdorf bei Anger - Baierdorf - Bairisch Kölldorf - Baumgarten bei Gnas - Baumgarten - Bärnbach - Hochtregist - Berghausen - Ewitsch - Wielitsch - Bierbaum am Auersbach - Bierbaum - Birkfeld - Blaindorf - Hofing | - Breitenau am Hochlantsch - Erhardstraße - Lantsch - Schlaggraben - Sonnleiten-Pernegg - Breitenfeld am Tannenriegel - Breitenfeld - Breitenfeld an der Rittschein - Breitenfeld - Neustift bei Breitenfeld - St. Kind - Bretstein - Brodingberg - Affenberg - Brodersdorf - Haselbach - Bruck an der Mur - Berndorf - Kaltbach - Pischk - Pischkberg - Übelstein - Wienervorstadt - Buch-Geiseldorf - Geiseldorf - Oberbuch - Unterbuch - Unterdombach - Burgau |

## D
| - Dechantskirchen - Hohenau - Kroisbach - Deutsch Goritz - Haselbach - Hofstätten - Krobathen - Oberspitz - Salsach - Schrötten - Unterspitz - Weixelbaum - Deutschfeistritz - Kleinstübing - Königgraben - Prenning - Stübinggraben - Waldstein | - Deutschlandsberg - Blumau - Bösenbach - Burgegg - Hinterleiten - Hörbing - Leibenfeld - Oberlaufenegg - Sulz - Unterlaufenegg - Warnblick - Wildbach - Wildbachdorf | - Dienersdorf - Dietersdorf am Gnasbach - Dietersdorf - Dobl - Muttendorf - Petzendorf - Donnersbach - Erlsberg - Donnersbachwald - Dürnstein in der Steiermark - Dürnstein |

## E
| - Ebersdorf - Wagenbach - Nörning - Edelsbach bei Feldbach - Edelsbach - Kaag - Rohr - Edelschrott - Kreuzberg - Edelsgrub - Edelstauden - Eggersdorf bei Graz - Edelsbach - Eggersdorf | - Ehrenhausen - Eibiswald - Eichberg - Kleinschlag - Lebing - Schnöllerviertl - Eichberg-Trautenburg - Kranach - Eichfeld - Hainsdorf - Oberrakitsch - Eichkögl - Erbersdorf - Mitterfladnitz - Eisbach - Hörgas - Kehr und Plesch | - Eisenerz - Krumpental - Münichthal - Trofeng - Empersdorf - Eppenstein - Mühldorf - Schoberegg - Schwarzenbach - Etmißl - Lonschitz - Oisching - Etzersdorf-Rollsdorf - Etzersdorf - Lohngraben |

## F
| - Fehring - Burgfeld - Höflach - Petersdorf I - Petzelsdorf - Schiefer - Feistritz bei Anger - Oberfeistritz - Viertelfeistritz - Feistritz bei Knittelfeld - Feistritz - Feldbach - Feldkirchen bei Graz - Lebern - Wagnitz - Fernitz - Gnaning - Fischbach - Falkenstein - Völlegg - Fladnitz an der Teichalm - Fladnitz an der Teichalpe - Schrems | - Fladnitz im Raabtal - Flatschach - Floing - Unterfeistritz - Fohnsdorf - Aichdorf - Dietersdorf - Hetzendorf - Kumpitz - Rattenberg - Sillweg - Frannach - Frauenberg - Frauental an der Laßnitz - Freidorf an der Laßnitz - Gleinz - Laßnitz - Schamberg - Zeierling - Freiland bei Deutschlandsberg - Mitterspiel | - Friedberg - Ehrenschachen - Schweighof - Frohnleiten - Adriach - Gams - Gamsgraben - Hofamt - Laas - Laufnitzdorf - Laufnitzgraben - Mauritzen - Pfannberg - Rothleiten - Wannersdorf - Frojach-Katsch - Frojach - Katsch - Frutten-Gießelsdorf - Frutten - Gießelsdorf - Hochstraden - Fürstenfeld |

## G
| - Gaal - Graden - Ingering II - Puchschachen - Gabersdorf - Landscha - Neudorf an der Mur - Gai - Gimplach - Gößgraben-Freienstein - Schardorf - Gaishorn am See - Au - Gaishorn - Gallmannsegg - Gamlitz - Eckberg - Grubthal - Kranachberg - Labitschberg - Sernau - Steinbach - Gams bei Hieflau - Gams - Ganz - Auersbach - Eichhornthal - Lambach - Schöneben-Ganz - Garanas - Oberfresen - Gasen - Amassegg - Mitterbach - Sonnleitberg - Geistthal - Eggartsberg - Kleinalpe - Sonnleiten - Georgsberg - Ettendorf - Pichling - Rossegg - Gersdorf an der Feistritz - Gersdorf - Gschmaier - Hartensdorf - Glanz an der Weinstraße - Fötschach - Glanz - Langegg - Pößnitz - Gleinstätten - Haslach - Prarath - Gleisdorf - Glojach - Gnas - Fischa - Obergnas | - Gniebing-Weißenbach - Gniebing - Weißenbach - Gosdorf - Diepersdorf - Fluttendorf - Gossendorf - Gössenberg - Gössendorf - Thondorf - Gößnitz - Grabersdorf - Graden - Graden-Piber - Gradenberg-Piber - Grafendorf bei Hartberg - Erdwegen - Gräflerviertl - Grafendorf - Obersafen - Seibersdorf - Gralla - Obergralla - Untergralla - Grambach - Gratkorn - Forstviertel - Freßnitz - Friesach-St. Stefan - Kirchenviertel - Gratkorn-St. Veit ob Graz - Gratwein - Graz - Algersdorf - Andritz - Baierdorf - Engelsdorf - Geidorf - Gösting - Graz Stadt-Fölling - Graz Stadt-Messendorf - Graz Stadt-St. Veit ob Graz - Graz Stadt-Thondorf - Graz Stadt-Weinitzen - Gries - Innere Stadt - Jakomini - Lend - Liebenau - Murfeld - Neudorf - Ragnitz - Rudersdorf - St. Leonhard - St. Peter - Stifting - Straßgang - Waltendorf - Webling - Wenisbuch - Wetzelsdorf | - Greinbach - Penzendorf - Staudach - Wolfgrub - Greisdorf - Steinreib - Gressenberg - Groß Sankt Florian - Grünau - Gussendorf - Kraubath - Krottendorf - Lebing - Petzelsdorf - Tanzelsdorf - Vochera an der Laßnitz - Großhart - Hart - Neusiedl - Großklein - Burgstall - Goldes - Mantrach - Mattelsberg - Nestelbach - Nestelberg bei Großklein - Oberfahrenbach - Großlobming - Großradl - Bachholz - Feisternitz - Kleinradl - Kornriegl - Oberlatein - Pongratzen - Stammeregg - Sterglegg - Wuggitz - Großsölk - Großsteinbach - Großhartmannsdorf - Kroisbach - Großstübing - Großwilfersdorf - Hainfeld - Herrnberg - Maierhofen - Radersdorf - Gröbming - Grundlsee - Gschaid bei Birkfeld - Gschnaidt - Gundersdorf - Gruberg - Gußwerk - Aschbach - Weichselboden - Gutenberg an der Raabklamm - Garrach - Kleinsemmering |

## H
| - Hafning bei Trofaiach - Hafning - Krumpen - Laintal - Rötz - Treffning - Hainersdorf - Obgrün - Riegersdorf - Hainsdorf im Schwarzautal - Hainsdorf - Matzelsdorf - Halbenrain - Dietzen - Donnersdorf - Dornau - Drauchen - Hürth - Leitersdorf II - Oberpurkla - Sögersdorf - Unterpurkla - Hall - Oberhall - Unterhall - Halltal - Hart bei Graz - Hart bei St. Peter - Messendorf - Hartberg - Eggendorf - Grazervorstadt - Habersdorf - Ring - Safenau - Ungarvorstadt | - Hartberg Umgebung - Flattendorf - Löffelbach - Mitterdombach - Schildbach - Siebenbrunn - Wenireith - Hartl - Hart-Purgstall - Hart bei Eggersdorf - Purgstall - Haselsdorf-Tobelbad - Haselsdorf - Haslau bei Birkfeld - Haslau - Hatzendorf - Habegg - Oedgraben - Stang - Tiefenbach - Haus - Ennsling - Oberhaus - Weißenbach - Hausmannstätten - Heiligenkreuz am Waasen - Felgitsch - Heimschuh - Kittenberg - Muggenau - Nestelberg bei Heimschuh - Unterfahrenbach - Hengsberg - Fliessing - Komberg - Kühberg - Schönberg - Schrötten - Hieflau - Jassingau - Hirnsdorf | - Hirschegg - Hirschegg-Piber - Hirschegg-Rein - Hitzendorf - Berndorf - Mayersdorf - Michlbach - Pirka-Söding - Hof bei Straden - Hof - Neusetz - Oberkarla - Radochen - Unterkarla - Hofkirchen bei Hartberg - Hofkirchen - Hofstätten an der Raab - Hofstätten - Pirching - Wetzawinkel - Wünschendorf - Hohenau an der Raab - Haufenreith - Hohenau - Kramersdorf - Hohenbrugg-Weinberg - Hohenbrugg - Weinberg - Hohentauern - Hollenegg - Aichegg - Hohlbach - Kresbach - Neuberg - Rettenbach-Hollenegg - Trag - Höf-Präbach - Höf - Präbach |

## I
| - Ilz - Buchberg - Dambach - Dörfl - Kalsdorf - Kleegraben - Leithen - Neudorf - Reigersberg | - Ilztal - Großpesendorf - Neudorf - Nitschaberg - Prebensdorf - Wolfsgruben bei Gleisdorf - Irdning - Altirdning - Raumberg |  |

## J
| - Jagerberg - Grasdorf - Hamet - Jahrbach - Lugitsch - Ungerdorf - Unterzirknitz - Wetzelsdorf | - Johnsbach - Johnsdorf-Brunn - Johnsdorf - Judenburg - Tiefenbach - Waltersdorf - Judendorf-Straßengel |  |

## K
| - Kaibing - Kainach bei Voitsberg - Kainach - Oswaldgraben - Kainbach bei Graz - Hönigthal - Kainbach - Schafthal - Kaindorf - Kopfing - Kaindorf an der Sulm - Grottenhofen - Kogelberg - Kalsdorf bei Graz - Großsulz - Kalsdorf - Thalerhof - Kalwang - Pisching - Schattenberg - Sonnberg - Kammern im Liesingtal - Dirnsdorf - Kammern - Leims - Mötschendorf - Pfaffendorf - Kapellen - Kapfenberg - Arndorf - Deuchendorf - Diemlach - Einöd - Hafendorf - Krottendorf - Pötschach - Pötschen - St. Martin - Schörgendorf - Stegg - Winkl - Kapfenstein - Gutendorf - Haselbach - Kölldorf - Mahrensdorf - Neustift bei Kapfenstein - Pichla | - Kindberg - Herzogberg - Kindbergdörfl - Kindthal - Kindthalgraben - Kirchbach in Steiermark - Ziprein - Kirchberg an der Raab - Wörth - Kitzeck im Sausal - Brudersegg - Einöd - Fresing - Gauitsch - Greith - Neurath - Steinriegel - Kleinlobming - Mitterlobming - Kleinsölk - Kloster - Klosterwinkel - Rettenbach-Kloster - Klöch - Deutsch Haseldorf - Gruisla - Klöchberg - Pölten - Knittelfeld - Kobenz - Farrach - Raßnitz - Koglhof - Aschau - Rabendorf - Rossegg - Sallegg - Kohlberg - Kohlschwarz | - Kornberg bei Riegersburg - Kornberg - Köflach - Gradenberg - Piber - Pichling bei Köflach - Puchbach - Krakaudorf - Krakauhintermühlen - Krakauschatten - Kraubath an der Mur - Kraubath - Kraubathgraben - Krieglach - Alpl - Freßnitz - Freßnitzgraben - Krieglach-Schwöbing - Malleisten - Massing - Sommer - Krottendorf - Büchel - Farcha - Nöstl - Preding - Reggerstätten - Krottendorf-Gaisfeld - Gaisfeld - Gasselberg - Krottendorf - Krumegg - Krusdorf - Grub II - Kulm am Zirbitz - Kulm - Kulm bei Weiz - Kulming - Rohrbach - Kumberg - Gschwendt - Hofstätten - Rabnitz |

## L
| - Labuch - Urscha - Lafnitz - Oberlungitz - Wagendorf - Landl - Krippau - Lang - Göttling - Jöss - Langaberg - Schirka - Stangersdorf - Langegg bei Graz - Langegg - Langenwang - Feistritzberg - Hönigsberg - Langenwang-Schwöbing - Lechen - Mitterberg - Pretul - Traibach - Lannach - Blumegg - Breitenbach - Teipl | - Lassing - Lassing Schattseite - Lassing Sonnseite - Laßnitz bei Murau - Egidi - Laßnitz-Lambrecht - Laßnitz-Murau - Laßnitzhöhe - Laßnitzthal - Unterlaßnitz - Lebring-Sankt Margarethen - Lebring - St. Margareten - Leibnitz - Altenmarkt - Leitersdorf im Raabtal - Leitersdorf - Leoben - Donawitz - Göß - Gößgraben-Göß - Judendorf - Leitendorf - Mühltal - Prettach - Schladnitzgraben - Waasen | - Leutschach - Lieboch - Liezen - Pyhrn - Reithtal - Ligist - Grabenwarth - Oberwald - Steinberg - Unterwald - Limbach bei Neudau - Oberlimbach - Unterlimbach - Limberg bei Wies - Limberg - Mitterlimberg - Loipersdorf bei Fürstenfeld - Dietersdorf - Gillersdorf - Loipersdorf - Lödersdorf - Ludersdorf-Wilfersdorf - Flöcking - Ludersdorf - Pircha - Wilfersdorf |

## M
| - Maierdorf - Hirsdorf - Marhof - Sierling - Teufenbach - Trog - Wald - Maria Buch-Feistritz - Allersdorf - Feistritz - Fisching - Maria Buch - Maria Lankowitz - Kemetberg - Kirchberg - Lankowitz - Mariahof - Adendorf - Baierdorf - Mariazell - Markt Hartmannsdorf - Hartmannsdorf - Oed - Pöllau bei Gleisdorf - Reith - Mautern in Steiermark - Eselberg - Liesingau - Magdwiesen - Mautern - Rannach - Reitingau | - Mellach - Merkendorf - Haag - Waldsberg - Wilhelmsdorf - Mettersdorf am Saßbach - Landorf - Mettersdorf - Rannersdorf - Rohrbach - Zehensdorf - Michaelerberg - Miesenbach bei Birkfeld - Weiglhof - Mitterberg - Mitterdorf an der Raab - Dörfl - Hohenkogl - Mitterdorf - Oberdorf bei Stadl - Obergreith - Pichl - Untergreith - Mitterdorf im Mürztal - Lutschaun - Mitterdorf - Mitterlabill - Unterlabill - Modriach - Mönichwald - Karnerviertl - Schmiedviertl | - Mooskirchen - Fluttendorf - Gießenberg - Neudorf bei Mooskirchen - Stögersdorf - Mortantsch - Göttelsberg - Hafning - Haselbach - Leska - Steinberg - Mühldorf bei Feldbach - Mühldorf - Oedt - Mühlen - Jakobsberg - Noreia - St. Veit - Murau - Mureck - Murfeld - Lichendorf - Oberschwarza - Seibersdorf bei St. Veit - Unterschwarza - Weitersfeld - Mürzhofen - Mürzsteg - Frein an der Mürz - Mürzzuschlag |

## N
| - Naas - Affenthal - Birchbaum - Dürnthal - Gschaid bei Weiz - Naintsch - Offenegg - Nestelbach bei Graz - Mitterlaßnitz - Nestelbach | - Nestelbach im Ilztal - Eichberg - Hochenegg - Mutzenfeld - Nestelbach - Nestelberg - Neuberg an der Mürz - Krampen - Neuberg - Neudau - Neudorf bei Passail - Neudorf bei Semriach | - Neumarkt in Steiermark - Neumarkt - Niederöblarn - Niederwölz - Niklasdorf - Foirach - Niklasdorfgraben - Nitscha - Arnwiesen - Gamling - Kaltenbrunn |

## O
| - Obdach - Granitzen - Oberaich - Forstwald - Oberdorf-Landskron - Picheldorf - Streitgarn - Oberdorf am Hochegg - Oberdorf - Radersdorf - Tiefernitz | - Oberhaag - Altenbach - Hardegg - Kitzelsdorf - Krast - Lieschen - Obergreith - Oberkurzheim - Unterzeiring - Oberrettenbach - Oberstorcha - Obervogau - Oberweg - Ossach - Oberwölz Stadt - Oberwölz | - Oberwölz Umgebung - Hinterburg - Raiming - Salchau - Schöttl - Oberzeiring - Öblarn - Sonnberg - Oppenberg - Osterwitz - Ottendorf an der Rittschein - Breitenbach - Ottendorf - Walkersdorf - Ziegenberg |

## P
| - Pack - Paldau - Axbach - Saaz - Palfau - Parschlug - Göritz - Passail - Tober - Peggau - Friesach - Perchau am Sattel - Perchau - Perlsdorf - Pernegg an der Mur - Gabraun - Kirchdorf - Mixnitz - Pernegg - Roßgraben - Traföß - Zlatten - Pertlstein - Petersdorf II - Piberegg - Pichl-Kainisch - Pichl - Pichl-Preunegg - Pichl - Preunegg | - Pinggau - Baumgarten - Haideggendorf - Schaueregg - Sinnersdorf - Sparberegg - Tanzegg - Wiesenhöf - Pirching am Traubenberg - Pirching - Rettenbach - Pirka - Pirka-Eggenberg - Pischelsdorf in der Steiermark - Hart - Pischelsdorf - Romatschachen - Schachen - Pistorf - Dornach - Mayerhof - Sausal bei Pistorf - Pitschgau - Bischofegg - Haselbach - Hörmsdorf - Pölfing-Brunn - Brunn - Jagernigg - Pölfing - Pöllau - Pöllauberg - Oberneuberg - Unterneuberg - Zeil-Pöllau | - Pöls - Allerheiligen - Enzersdorf - Thalheim - Poppendorf - Ebersdorf - Preding - Tobis - Wieselsdorf - Predlitz-Turrach - Einach - Predlitz - Preßguts - Proleb - Kletschach - Köllach - Prentgraben - Pruggern - Puch bei Weiz - Elz - Harl - Höfling - Klettendorf - Perndorf - Puch - Puchegg - Pürgg-Trautenfels - Neuhaus - Pürgg - Zlem - Pusterwald |

## R
| - Raaba - Raabau - Rabenwald - Rachau - Glein - Mitterbach - Rachau I - Rachau II - Radkersburg Umgebung - Altneudörfl - Dedenitz - Goritz bei Radkersburg - Hummersdorf - Kellerdorf - Laafeld - Leitersdorf I - Pfarrsdorf - Pridahof - Sicheldorf - Zelting - Radmer - Radmer an der Hasel - Radmer an der Stube - Ragnitz - Badendorf - Haslach | - Ramsau am Dachstein - Leiten - Ramsau - Raning - Ranten - Freiberg - Seebach - Tratten - Rassach - Graschuh - Herbersdorf - Lasselsdorf - Ratsch an der Weinstraße - Ottenberg - Ratsch - Ratschendorf - Ratten - Grubbauer - Kirchenviertel - Reichendorf - Reifling - Reisstraße - Kothgraben - Rettenegg - Inneres Kaltenegg - Retznei - Unterlupitscheni | - Riegersberg - Reinberg - Riegersbach - Riegersburg - Altenmarkt bei Riegersburg - Grub I - Krennach - Lembach bei Riegersburg - Schweinz - Rinegg - Rohr bei Hartberg - Oberrohr - Unterrohr - Rohrbach an der Lafnitz - Rohrbach-Steinberg - Rohrbach - Steinberg - Rohrmoos-Untertal - Rohrmoos - Untertal - Rosental an der Kainach - Rosenthal - Röthelstein - Rottenmann - Bärndorf - Büschendorf - Edlach - Singsdorf |

## S
| - Saifen-Boden - Obersaifen - Winkl - Salla - Scherzberg - Sankt Andrä-Höch - Brünngraben - Fantsch - Höch - Neudorf im Sausal - Reith - Rettenberg - St. Andrä im Sausal - Sausal-Kerschegg - Sankt Anna am Aigen - Aigen - Jamm - Klapping - Plesch - Risola - Waltra - Sankt Anna am Lavantegg - Lavantegg - Sankt Bartholomä - Jaritzberg - Lichtenegg - Sankt Blasen - Sankt Gallen - Bergerviertel - Oberreith - Reiflingviertel - Sankt Georgen an der Stiefing - Lappach - Sankt Georgen ob Judenburg - Pichlhofen - St. Georgen - Scheiben - Wöll - Sankt Georgen ob Murau - Bodendorf - Lutzmannsdorf - St. Lorenzen - Sankt Ilgen - Sankt Jakob im Walde - Äußeres Kaltenegg - Filzmoos - Kirchenviertl - Steinhöf - Sankt Johann am Tauern - St. Johann Schattseite - St. Johann Sonnseite - Sankt Johann bei Herberstein - Sankt Johann im Saggautal - Eichberg-Arnfels - Gündorf - Praratheregg - Radiga - Saggau - Untergreith - Sankt Johann in der Haide - Schölbing - Unterlungitz - Sankt Johann-Köppling - Hallersdorf - Hausdorf - Köppling - Moosing - Neudorf bei St. Johann - St. Johann ob Hohenburg - Sankt Josef (Weststeiermark) - Oisnitz - Tobisegg - Sankt Katharein an der Laming - Hüttengraben - Oberdorf-Niederdorf - Obertal - Rastal - Untertal - St. Kathrein am Hauenstein - Landau - Sankt Kathrein am Offenegg - Kathrein I. Viertel - Kathrein II. Viertel - Sankt Lambrecht - Sankt Lorenzen am Wechsel - Auerbach - Köppel - Sankt Lorenzen bei Knittelfeld - Pichl - Preg - St. Lorenzen - Sankt Lorenzen bei Scheifling - Feßnach - Puchfeld - St. Lorenzen - Sankt Lorenzen im Mürztal - Pogusch - Rammersdorf - Rumpelmühle - Sankt Magdalena am Lemberg - Hopfau - Längenbach - Lemberg - Weinberg - Sankt Marein bei Graz - St. Marein am Pickelbach - Sankt Marein bei Knittelfeld - Fressenberg - Greith - Prankh - St. Marein - Wasserleith - Sankt Marein bei Neumarkt - Greuth - St. Georgen - St. Marein - Sankt Marein im Mürztal - Graschnitz - Sonnleiten - St. Margarethen an der Raab - Entschendorf - Goggitsch - Kroisbach - Sulz - Takern I - Takern II - Zöbing - Sankt Margarethen bei Knittelfeld - St. Margarethen - Sankt Martin am Grimming - Diemlern - Lengdorf - St. Martin - Sankt Martin am Wöllmißberg - Großwöllmiß - Kleinwöllmiß - St. Martin | - Sankt Martin im Sulmtal - Aigen - Dörfla - Greith - Gutenacker - Otternitz - Reitererberg - Sulb - Bergla - Oberhart - Sankt Michael in Obersteiermark - Brunn - Hinterlainsach - Jassing - Liesingthal - Vorderlainsach - Sankt Nikolai im Sausal - Flamberg - Grötsch - Lamperstätten - Mitteregg - Mollitsch - Oberjahring - Petzles - Unterjahring - Waldschach - Sankt Nikolai im Sölktal - St. Nikolai - Sankt Nikolai ob Draßling - Hütt - Sankt Oswald bei Plankenwarth - Plankenwarth - Sankt Oswald ob Eibiswald - Krumbach - Mitterstraßen - Sankt Oswald-Möderbrugg - Möderbrugg - St. Oswald - St. Peter am Kammersberg - Althofen - Feistritz - Kammersberg - Mitterdorf - Peterdorf - Pöllau - St. Peter - Sankt Peter am Ottersbach - Edla - Entschendorf - Perbersdorf bei St. Peter - Wiersdorf - Wittmannsdorf - Sankt Peter im Sulmtal - Freidorf im Sulmtal - Kerschbaum - Korbin - Moos - Wieden - Sankt Peter ob Judenburg - Feistritzgraben - Möschitzgraben - Rothenthurm - St. Peter - Sankt Peter-Freienstein - Hessenberg - Tollinggraben - Traidersberg - Sankt Radegund bei Graz - St. Radegund - Rinnegg - Schöckl - Sankt Ruprecht an der Raab - Fünfing bei St. Ruprecht - Grub - Wolfsgruben bei St. Ruprecht - St. Ruprecht-Falkendorf - Falkendorf - St. Ruprecht - Sankt Sebastian - Sankt Stefan im Rosental - Aschau - Krottendorf - Lichtenegg - Trössengraben - Sankt Stefan ob Leoben - Kaisersberg - Lichtensteinerberg - Lobming - Niederdorf - St. Stefan - Sankt Stefan ob Stainz - Lemsitz - Lichtenhof - Pirkhof - St. Stefan - Zirknitz - Sankt Ulrich am Waasen - Wutschdorf - Sankt Veit am Vogau - Labuttendorf - Lind - Lipsch - Neutersdorf - Sankt Wolfgang-Kienberg - Kienberg - Schachen bei Vorau - Schachen - Schäffern - Anger - Elsenau - Knolln - Götzendorf - Scheifling - Lind - Schladming - Klaus - Schlag bei Thalberg - Schlag - Schloßberg - Großwalz - Remschnigg - Schöder - Baierdorf - Schöderberg - Schönberg-Lachtal - Schönberg - Schönegg bei Pöllau - Hinteregg - Schönau - Winzendorf - Schrems bei Frohnleiten - Gschwendt - Schrems - Schwanberg - Mainsdorf - Schwarzau im Schwarzautal - Maggau - Schwarzau | - Sebersdorf - Neustift - Rohrbach bei Waltersdorf - Seckau - Dürnberg - Neuhofen - Seggauberg - Oberlupitscheni - Rettenbach - Schönegg - Seiersberg - Selzthal - Semriach - Markterviertel - Rechberg - Schönegg - Windhof - Siegersdorf bei Herberstein - Siegersdorf - Sinabelkirchen - Egelsdorf - Frösauberg - Frösaugraben - Fünfing bei Gleisdorf - Gnieß - Nagl - Obergroßau - Untergroßau - Unterrettenbach - Soboth - Laaken - Söchau - Aschbach - Kohlgraben - Ruppersdorf - Tautendorf - Söding - Großsöding - Kleinsöding - Pichling bei Mooskirchen - Södingberg - Sonnhofen - Köppelreith - Prätis - Spielberg bei Knittelfeld - Einhörn - Ingering I - Laing - Lind - Maßweg - Pausendorf - Sachendorf - Schönberg - Spielberg - Weyern - Spielfeld - Graßnitzberg - Obegg - Spital am Semmering - Fröschnitz - Schöneben-Spital - Semmering - Stadl an der Mur - Stadl - Stainach - Stainz - Gamsgebirg - Kothvogl - Neurath - Stainz bei Straden - Dirnbach - Karbach - Muggendorf - Sulzbach - Stainztal - Grafendorf - Graggerer - Mettersdorf - Neudorf - Wetzelsdorf - Stallhof - Stallhofen - Aichegg - Kalchberg - Muggauberg - Raßberg - Stambach - Stanz im Mürztal - Brandstattgraben - Dickenbach - Fochnitz - Hollersbach - Possegg - Stanz - Stattegg - Stattegg-St. Veit ob Graz - Stein - Stenzengreith - Plenzengreith - Stockheim - Stiwoll - Stocking - Hart - Sukdull - Stolzalpe - Straden - Hart - Kronnersdorf - Marktl - Nägelsdorf - Schwabau - Waasen - Wieden - Strallegg - Ausseregg - Feistritz - Pacher - Straß in Steiermark - Gersdorf - Straß - Stubenberg - Buchberg - Freienberg - Vockenberg - Zeil-Stubenberg - Studenzen - Sulmeck-Greith - Gasselsdorf - Kopreinigg - Pitschgauegg - Tombach - Dietmannsdorf - Graschach - Sulztal an der Weinstraße - Sulz - Sulztal |

## T
| - Tauplitz - Klachau - Teufenbach - Thal - Thannhausen - Landscha - Oberdorf bei Thannhausen - Oberfladnitz - Peesen - Ponigl - Raas - Trennstein - Thörl - Fölz - Hinterberg - Palbersdorf - Tiefenbach bei Kaindorf - Obertiefenbach - Untertiefenbach | - Tieschen - Grössing - Jörgen - Laasen - Patzen - Pichla bei Radkersburg - Tillmitsch - Altenberg - Maxlon - Steingrub - Traboch - Madstein - Timmersdorf - Tragöß - Oberort - Schattenberg - Sonnberg - Trahütten - Kruckenberg - Rostock - Trautmannsdorf in Oststeiermark - Hofstätten - Trautmannsdorf | - Treglwang - Furth - Trieben - Dietmannsdorf - Schwarzenbach - St. Lorenzen - Triebendorf - Trofaiach - Trössing - Tulwitz - Tulwitzdorf - Tulwitzviertel - Turnau - Göriach - Seewiesen - Stübming - Thal - Tyrnau - Türnau |

## U
| - Übelbach - Kleinthal - Neuhof - Übelbach Land - Übelbach Markt - Übersbach - Ebersdorf - Hartl - Rittschein - Ungerdorf - Unterauersbach | - Unterbergla - Grub - Hasreith - Michlgleinz - Mönichgleinz - Nassau - Sulzhof - Unterfladnitz - Arndorf - Dietmannsdorf - Kühwiesen - Neudorf bei St. Ruprecht - Wollsdorf | - Unterlamm - Magland - Oberlamm - Unterpremstätten - Hautzendorf - Oberpremstätten - Unzmarkt-Frauenburg - Frauenburg - Unzmarkt |

## V
| - Vasoldsberg - Breitenhilm - Premstätten bei Vasoldsberg - Wagersbach - Veitsch - Veitsch Dorf - Großveitsch - Kleinveitsch - Niederaigen | - Vogau - Untervogau - Voitsberg - Arnstein - Kowald - Lobming - Lobmingberg - Voitsberg Stadt - Thallein - Tregist - Voitsberg Vorstadt | - Vorau - Vordernberg - Vornholz |

## W
| - Wagna - Aflenz - Hasendorf - Leitring - Waisenegg - Piregg - Wald am Schoberpaß - Liesing - Melling - Wald - Waldbach - Arzberg - Rieglerviertl - Schrimpf - Wartberg im Mürztal - Scheibsgraben - Wartberg - Weinburg am Saßbach - Perbersdorf bei St. Veit - Pichla - Siebing - Weinburg - Weinitzen - Fölling - Niederschöckl | - Weißenbach an der Enns - Wolfsbachau - Weißenbach bei Liezen - Weißkirchen in Steiermark - Weißkirchen - Weitendorf - Kainach - Weiz - Weng im Gesäuse - Weng - Wenigzell - Kandlbauer - Pittermannviertl - Sichart - Sommersgut - Werndorf - Wernersdorf - Buchenberg-Burgstall - Kogl - Pörbach - Wettmannstätten - Lassenberg - Schönaich - Weniggleinz - Wohlsdorf - Zehndorf | - Wielfresen - Unterfresen - Wiel St. Anna - Wiel St. Oswald - Wies - Altenmarkt - Aug - Buchegg - Etzendorf - Gaißeregg - Vordersdorf - Wildalpen - Wildon - Unterhaus - Winklern bei Oberwölz - Winklern - Wolfsberg im Schwarzautal - Wolfsberg - Marchtring - Wörschach - Wörth an der Lafnitz - Wörth - Wundschuh - Kasten |

## Z
| - Zeltweg - Farrach - Zerlach | - Zettling - Bierbaum - Laa - Zeutschach | - Zwaring-Pöls - Dietersdorf - Lamberg - Pöls - Wuschan - Zwaring |